# 생반
| 성문4과           | 10결의 조복과 단멸 (팔리어 대장경에 따른) | 10결의 조복과 단멸 (팔리어 대장경에 따른)          | 10결의 조복과 단멸 (팔리어 대장경에 따른) | 윤회                       |
| 예류과 (수다원)   | 5하분결                                   | 1. 유신견결 2. 의결 3. 계금취견결                  | 단멸                                      | 인간도와 천상도에 최대 7생 |
| 일래과 (사다함)   | 5하분결                                   | 4. 욕탐결 5. 진에결 (10. 무명결)                   | 조복                                      | 인간도에 최대 1생          |
| 불환과 (아나함)   | 5하분결                                   | 4. 욕탐결 5. 진에결 (10. 무명결)                   | 단멸                                      | 청정한 곳에 최대 1생       |
| 아라한과 (아라한) | 5상분결                                   | 6. 색탐결 7. 무색탐결 8. 만결 9. 도거결 10. 무명결 | 단멸                                      | 윤회하지 않음              |

생반(生般, 산스크리트어: upapadya-parinirvāyin, 영어: rebirth into nirvāṇa, one who attains final nirvāṇa when being reborn in the form realm), 생반열반(生般涅槃), 생피반열반(生彼般涅槃), 수신반열반(受身般涅槃) 또는 생반열반보특가라(生般涅槃補特伽羅)는 불교에서 불환과를 증득한 성자, 즉, 불환 즉 아나함을 열반에 이르기까지의 과정에 따라 구분한 유형 중의 하나로, 부지런히 노력함[勤修]과 속히 나아가는 역량[速進道]을 갖추었기 때문에 색계에 태어나[生] 머무르면서 오래 지나지 않아 열반[般, 반열반]을 증득하는 유형을 말한다.
즉, 뛰어난 가행(노력 · 수행)으로 열반으로 나아가던 중 명종(命終)의 인연으로 인해 생을 마쳐 색계에서 태어나 아직 끊지 못하고 남은 번뇌인 5상분결을 속히 끊어 아라한과를 증득하는, 즉, 열반에 드는 유형이다.
| 4향4과   | 단멸한 번뇌                                                    | 단멸에 소요되는 생                     | 별도 명칭                                  |
| 예류향   | 견혹                                                           | 알 수 없음, 견혹은 단박(16심)에 끊어짐 |                                            |
| 예류과   | 견혹                                                           | 알 수 없음, 견혹은 단박(16심)에 끊어짐 |                                            |
| 일래향   | 욕계 수혹 ① 상상품(上上品)                                     | 최대 2생                               |                                            |
| 일래향   | 욕계 수혹 ② 상중품(上中品)                                     | 최대 1생                               |                                            |
| 일래향   | 욕계 수혹 ③ 상하품(上下品)                                     | 최대 1생                               | 가가 · 3생가가                             |
| 일래향   | 욕계 수혹 ④ 중상품(中上品)                                     | 최대 1생                               | 가가 · 2생가가                             |
| 일래향   | 욕계 수혹 ⑤ 중중품(中中品)                                     | 최대 1생                               |                                            |
| 일래과   | 욕계 수혹 ⑥ 중하품(中下品)                                     | 최대 1생                               |                                            |
| 불환향   | 욕계 수혹 ⑦ 하상품(下上品)                                     | 최대 1생                               | 일간                                       |
| 불환향   | 욕계 수혹 ⑧ 하중품(下中品)                                     | 최대 1생                               | 일간                                       |
| 불환과   | 욕계 수혹 ⑨ 하하품(下下品)                                     | 최대 1생                               | 중반 생반 유행반 무행반 상류반 행무색 현반 |
| 아라한향 | 색계 초선 수혹 9품                                             | 최대 1생                               |                                            |
| 아라한향 | 색계 제2선 수혹 9품                                            | 최대 1생                               |                                            |
| 아라한향 | 색계 제3선 수혹 9품                                            | 최대 1생                               |                                            |
| 아라한향 | 색계 제4선 수혹 9품                                            | 최대 1생                               |                                            |
| 아라한향 | 무색계 공무변처지 수혹 9품                                     | 최대 1생                               |                                            |
| 아라한향 | 무색계 식무변처지 수혹 9품                                     | 최대 1생                               |                                            |
| 아라한향 | 무색계 무소유처지 수혹 9품                                     | 최대 1생                               |                                            |
| 아라한향 | 무색계 비상비비상처지 수혹 8품                                 | 최대 1생                               |                                            |
| 아라한과 | 무색계 비상비비상처지 수혹 제9품                               | 최대 1생                               | 금강유정                                   |
| 합계     | 욕계 수혹 9품 색계 수혹 36품 무색계 수혹 36품 3계 수혹 총 81품 | 견도 후 열반까지 최대 7생              |                                            |

생반(生般)은 다음의 분류 또는 체계에 속한다.
- 불환 즉 아나함, 즉, 불환과를 증득한 성자들 중의 한 부류이다.
- ① 중반(中般) ② 생반(生般) ③ 유행반(有行般) ④ 무행반(無行般) ⑤ 상류반(上流般)의 5종불환(五種不還) 또는 5불환과(五不還果) 중의 하나이다.
- ① 중반(中般) ② 생반(生般) ③ 유행반(有行般) ④ 무행반(無行般) ⑤ 상류반(上流般) ⑥ 현반(現般)의 6종불환(六種不還) 중의 하나이다.
- ① 중반(中般) ② 생반(生般) ③ 유행반(有行般) ④ 무행반(無行般) ⑤ 상류반(上流般) ⑥ 행무색(行無色 = 무색반 無色般) ⑦ 현반(現般)의 7종불환(七種不還) 중의 하나이다.
- ① 중반(中般) ② 생반(生般) ③ 유행반(有行般) ④ 무행반(無行般) ⑤ 상류반(上流般) ⑥ 행무색(行無色 = 무색반 無色般) ⑦ 현반(現般) ⑧ 부정반(不定般)의 8종불환(八種不還) 중의 하나이다.
- ① 현반(現般) ② 전세(轉世) ③ 중반(中般) ④ 생반(生般) ⑤ 유행반(有行般) ⑥ 무행반(無行般) ⑦ 낙혜(樂慧) ⑧ 낙정(樂定) ⑨ 신해(信解) ⑩ 견지(見至) ⑪ 신증(身證)의 11종불환(十一種不還) 중의 하나이다.

## 생반과 유여의열반
생반의 열반은 무여의열반(無餘依涅槃)이 아닌 유여의열반(有餘依涅槃)인데, 자유자재로 목숨[壽]을 버리는 역량이 없기 때문이다. 즉, 수행을 통해 고(苦)의 원인인 번뇌를 끊었지만 과거의 업보로 받은 생사윤회의 과보로서의 신체를 자유자재로 버릴 수 있는 상태, 즉, 신체의 한계를 자유로이 벗어날 수 있는 상태는 되지 못하고 신체가 자연사할 때 비로소 생사윤회의 과보로서의 신체의 한계와 그 신체의 작용을 뒷받침하는 마음과 마음작용의 한계도 벗어나는 무여의열반에 도달한다.
무여의열반의 이와 같은 신체와 마음의 한계를 벗어난 상태를 전통적인 표현으로 회신멸지(灰身滅智), 몸을 재로 만들고 지혜를 소멸시킴, 번뇌의 결과로서의 신체와 마음 · 마음작용을 함께 아주 없앰, 즉, 화광삼매(火光三昧)에서 들어 몸을 재로 만들고 마음을 소멸시켜 고요한 텅 빈 무위의 열반으로 돌아감이라고 한다.

## 생반과 무색계
위에서, 생반을 정의하면서 색계에 태어나서 열반에 드는 유형 중 하나라고 하였는데, 엄밀히 말해 이것은 틀린 말이다. 다만 설명의 편의를 위해 색계만을 든 것이다.
불환 즉 아나함은 크게 색계로 가서 열반에 드는 자와 무색계로 가서 열반에 드는 자로 나눌 수 있다. 즉, 욕계에 있을 때 98수면 또는 128번뇌 중 욕계의 탐 · 진 · 치 · 만 등의 욕계의 수혹만 떠난 경우에는 목숨을 마친 후 색계에 태어나고, 욕계에 있을 때 욕계의 수혹 뿐 아니라 색계의 탐 · 치 · 만 등의 색계의 수혹도 떠난 경우에는 무색계에 태어난다.(참고: 초월증(超越證))
|          | 수혹                | 욕계                                      | 색계                                 | 무색계                               |        |
| -------- | ------------------- | ----------------------------------------- | ------------------------------------ | ------------------------------------ | ------ |
| 부파불교 | 98수면 중 수혹      | 탐 · 진 · 만 · 무명 (4)                   | 탐 · 만 · 무명 (3)                   | 탐 · 만 · 무명 (3)                   | 10가지 |
| 대승불교 | 128근본번뇌 중 수혹 | 탐 · 진 · 만 · 무명 · 유신견 · 변집견 (6) | 탐 · 만 · 무명 · 유신견 · 변집견 (5) | 탐 · 만 · 무명 · 유신견 · 변집견 (5) | 16가지 |

색계로 가서 열반에 드는 불환의 유형에는 중반 · 생반 · 유행반 · 무행반 · 상류반의 5가지 유형이 있고, 이들을 통칭하여 5종불환(五種不還)이라 한다.
욕계와 색계는 각각 중유가 있지만 무색계에는 중유가 없기 때문에 무색계로 가서 열반에 드는 불환의 유형에는 생반 · 유행반 · 무행반 · 상류반의 4가지 유형이 있다.
색계로 가서 열반에 드는 자를 전통적인 용어로 행색(行色, 산스크리트어: rūpa-ga) 또는 행색계(行色界, 산스크리트어: rūpōpaga)라고 하고, 무색계로 가서 열반에 드는 자를 전통적인 용어로 행무색(行無色, 산스크리트어: ārūpya-ga) 또는 무색반(無色般)이라고 한다.

## 소분류로서의 생반과 대분류로서의 생반
중유를 제외한 색계의 어느 처소 즉 천(天)에 태어나서[生] 그 색계 처소에서 열반에 도달하는 불환과의 성자들의 유형으로는 생반(生般) · 유행반(有行般) · 무행반(無行般)의 3가지 유형이 있다. 이 세 유형 중 첫 번째의 생반이 위에서 정의한 생반으로, 말하자면, 소분류로서의 생반이다. 
이들 3가지 유형 중 생반은 부지런히 노력함[勤修]과 속히 나아가는 역량[速進道]을 갖추었기 때문에 색계의 태어난 처소에서 속히 열반을 증득하는 유형이다. 유행반은 부지런히 노력함[勤修]은 갖추었지만 속히 나아가는 역량[速進道]을 갖추지는 못하였기에 색계의 태어난 처소에서 많은 노력을 기울이면서 오랜 시간을 보내고 마침내 열반을 증득하는 유형이다. 무행반은 부지런히 노력함[勤修]도 갖추지 못하고 속히 나아가는 역량[速進道]도 갖추지 못하였기에 색계의 태어난 처소에서 느긋한 노력을 기울이면서 또는 별다른 노력을 기울이지 않으면서 오랜 시간을 보내고 마침내 열반을 증득하는 유형이다.
이들 생반 · 유행반 · 무행반은 색계의 태어난[生] 처소에서 열반을 증득한다는 공통점을 가진다. 이 공통점에 근거해 이들 세 유형을 총괄하여 생반이라고도 한다. 말하자면, 생반이라는 대분류가 있고 이 대분류의 소분류가 생반 · 유행반 · 무행반의 3가지라고 할 수 있다.

## 대분류로서의 생반의 3유형: 속반 · 비속반 · 경구반
색계에 태어나서 중유를 제외한 색계 본처에서 열반에 도달하는 불환과의 성자들을 포괄하는 유형, 즉, 생반(生般) · 유행반(有行般) · 무행반(無行般)의 3가지 유형을 포괄하는 대분류로서의 생반은 얼마나 빨리 열반에 도달하는가의 관점에서 속반(速般) · 비속반(非速般) · 경구반(經久般)으로 나뉜다.
- 속반은 하품의 번뇌가 현행하는 상품의 근기를 가진 불환이어서 색계에서 신속하게 열반을 증득하는 유형이다.
- 비속반은 중품의 번뇌가 현행하는 중품의 근기를 가진 불환이어서 색계에서 얼마 동안 머문 후 열반을 증득하는 유형이다.
- 경구반은 상품의 번뇌가 현행하는 하품의 근기를 가진 불환이어서 색계에서 오랜 시간 지난 후 열반을 증득하는 유형이다.

## 대분류로서의 생반의 약점과 해결
대분류로서의 생반을 다시 생반 · 유행반 · 무행반의 3가지로 세분하는 것에는 약점이 있다. 이 약점은 유행반과 무행반이 둘 다 '오랜 시간'이 걸린다는 것이다. 전자는 노력하지만 오랜 시간이 걸려 열반에 들고 후자는 노력하지 않지만 역시 오랜 시간이 걸려 열반에 드는 것이다. 대분류로서의 생반을 얼마나 빨리 열반에 도달하는가의 관점에서 속반(速般) · 비속반(非速般) · 경구반(經久般)으로 나눌 때, 대분류로서의 생반을 구성하는 한 요소인 소분류로서의 생반은 그 정의에 따라 속반에 속한다. 그리고 유행반과 무행반은 그 정의에 따라 경구반에 속한다. 따라서 생반 · 유행반 · 무행반으로 구성된 대분류로서의 생반에는 비속반이 없는 것이다.
만약, 열반으로 얼마나 빨리 나아가는가의 역량[速進道]을 기준으로 하여, 속히 나아감, 얼마 시간을 보내고 나아감, 오랜 시간을 보내고 나아감이라고 세분할 수 있다면 더 합리적일 것이다. 이런 관점에서, 경량부에서는 무행반에 대한 해석을 달리하여, 많은 노력을 기울여야만 열반에 드는 유행반에 비해 보다 적은 노력으로  열반에 드는 것이므로 이 세 유형을 생반 · 무행반 · 유행반의 순서로 배치하고, 생반을 가장 빨리 열반을 증득하는 이 즉 가장 수승한 이 즉 속반, 무행반을 얼마 시간을 보내고 열반을 증득하는 이 즉 중간 정도의 이 즉 비속반, 유행반을 오랜 시간을 보내고 열반을 증득하는 이 즉 가장 하열한 이 즉 경구반으로 해석한다.
즉, 《잡아함경》등의 경전에는 이 세 유형을 우열에 따라 나열하면서 생반 · 유행반 · 무행반의 순서로 나열하는 경우도 있고 생반 · 무행반 · 유행반의 순서로 나열하는 경우도 있는데, 경량부에서는 후자가 더 합리적이라고 보고 해석한 것이다. 이에 비해 비바사사 즉 설일체유부에서는 유행반과 무행반은 시간적으로 차이가 없으니 순서는 이렇게도 저렇게도 하는 것이 가능하며 다만 노력을 기울이는 것을 더 존중하여 유행반을 무행반 보다 먼저 놓는 것이 합리적이라고 해석한다. 비바사사의 이 견해는 순서에 대한 해결은 되지만 여전히 앞에서 언급한 비속반이 없다는 약점을 해결하지 못한다. 이런 이유로, 세친은 《아비달마구사론》 제24권에서 경량부의 해석이 합리적이라고 말하고 있다.

## 같이 보기
- 성자 (불교)
- 4향4과(四向四果)
- 불환향
- 불환과
- 아라한향
- 아라한과
- 7성(七聖)
- 18유학(十八有學)
- 6종아라한(六種阿羅漢)
- 9무학(九無學)